# 809
809 (DCCCIX) var ett normalår som började en måndag i den julianska kalendern.

## Händelser

### Okänt datum
- Ett möte mellan danske kungen Godefrid och Karl den store leder inte till den fredsöverenskommelse som man eftersträvat. (Källa: Annales Regni Francorum.)

## Födda
- 22 juli – Jingzong av Tang, kejsare av Kina.
- 20 november – Wenzong av Tang, kejsare av Kina

## Avlidna
- Harun al-Rashid, abbasidisk kalif.
- Muhammad al-Mahdi, shiaimam.